# San Francisco, Antioquia
San Francisco är en ort i Colombia.   Den ligger i departementet Antioquía, i den nordvästra delen av landet, 270 km nordväst om huvudstaden Bogotá. San Francisco ligger 1 582 meter över havet och antalet invånare är 2 779.
Terrängen runt San Francisco är kuperad åt nordväst, men åt sydost är den bergig. Runt San Francisco är det ganska tätbefolkat, med 129 invånare per kvadratkilometer. Närmaste större samhälle är Concordia, 11,5 km sydost om San Francisco. I omgivningarna runt San Francisco växer i huvudsak städsegrön lövskog.